# Фронтини, Карлос Эстебан
Ка́рлос Эстеба́н Фронти́ни (порт.-браз. Carlos Esteban Frontini; 19 августа 1981, Буэнос-Айрес) — аргентинский и бразильский футболист, нападающий.

## Биография
Карлос Фронтини родился в Буэнос-Айресе. Ещё в детском возрасте он переехал вместе с семьёй в Бразилию, поэтому футболом он начал заниматься уже в этой стране. Также имеет паспорт гражданина Бразилии. На профессиональном уровне дебютировал в «Можи-Мирине» в 2001 году.
В 2003—2004 годах выступал на Украине за команду «Ворскла-Нефтегаз». За основу в Высшей лиге Украины сыграл 19 матчей и забил три гола. Кроме того, провёл три матча и отметился тремя голами за дублёров «Ворсклы». В 2005 году играл за самую титулованную команду в своей профессиональной карьере — «Сантос», но задержаться в стане «рыб» Фронтини не удалось. Он покинул команду, сыграв за неё в восьми матчах и отметившись одним забитым голом.
В 2006 году выступал в K-Лиге за «Пхохан Стилерс», после чего вернулся в Бразилию. В 2007 году выступал за «Америку Натал» и «Фигейренсе», после ухода из последнего клуба Фронтини больше не играл в бразильской Серии A. За следующие восемь лет сменил около полутора десятка клубов. С 2015 года выступает за «Вилу-Нову» из Гоянии, куда вернулся после годичного пребывания в «Ботафого» из Жуан-Песоа.

## Достижения
- Чемпион штата Баия (1): 2002
- Кубок Нордесте (1): 2002
- Чемпион Серии C Бразилии (2): 2004, 2015
- Чемпион штата Параиба (1): 2014
- Чемпион Второго дивизиона штата Гояс (1): 2015